# I-League 2013-14
I-League 2013–14 (hay Airtel I-League theo tên nhà tài trợ) là mùa giải thứ 7 của I-League, giải bóng đá cao nhất dành cho các câu lạc bộ Ấn Độ, kể từ khi thành lập năm 2007. Mùa giải bắt đầu ngày 21 tháng 9 năm 2013 và kết thúc ngày 28 tháng 4 năm 2014.
Churchill Brothers là đương kim vô địch, sau khi giành danh hiệu I-League ở mùa bóng trước.
Ngày 21 tháng 4 năm 2014, Bengaluru FC trở thành nhà vô địch sớm một vòng đấu, giành danh hiệu I-League đầu tiên sau khi đánh bại Dempo 4–2 trên Sân vận động Fatorda. Bengaluru FC cũng làm nên lịch sử khi trở thành đội bóng đầu tiên giành danh hiệu I-League ngay ở trong mùa giải ra mắt. Ngày 28 tháng 4 năm 2014, Mohammedan xuống hạng khi Churchill Brothers vượt qua Salgaocar 2–1 và trụ hạng thành công. Churchill Brothers tránh khỏi việc là đương kim vô địch đầu tiên bị xuống hạng.
Trong mùa giải, Maria Rebello trở thành trọng tài nữ đầu tiên trên thế giới điều hành một trận đấu ở giải vô địch quốc gia khi cô cầm còi trận Pune vs Shillong Lajong ngày 8 tháng 3 năm 2014.

### Vị trí và địa điểm
| Đội bóng           | Địa điểm             | Sân vận động                   | Sức chứa |
| ------------------ | -------------------- | ------------------------------ | -------- |
| Bengaluru FC       | Bangalore, Karnataka | Sân vận động bóng đá Bangalore | 8,400    |
| Churchill Brothers | Salcette, Goa        | Sân vận động Fatorda           | 24,000   |
| Dempo              | Panjim, Goa          | Sân vận động Fatorda           | 24,000   |
| East Bengal        | Kolkata, Tây Bengal  | Sân vận động Kalyani           | 10,000   |
| Mohammedan         | Kolkata, Tây Bengal  | Sân vận động Salt Lake         | 120,000  |
| Mohun Bagan        | Kolkata, Tây Bengal  | Sân vận động Salt Lake         | 120,000  |
| Mumbai             | Mumbai, Maharashtra  | Balewadi Sports Complex        | 22,000   |
| Pune               | Pune, Maharashtra    | Balewadi Sports Complex        | 22,000   |
| Rangdajied United  | Shillong, Meghalaya  | Sân vận động Nehru             | 30,000   |
| Salgaocar          | Vasco da Gama, Goa   | Sân vận động Tilak Maidan      | 16,000   |
| Shillong Lajong    | Shillong, Meghalaya  | Sân vận động Nehru             | 30,000   |
| Sporting Goa       | Panjim, Goa          | Sân vận động Duler             | 6,000    |
| United SC          | Kolkata, Tây Bengal  | Sân vận động Kalyani           | 10,000   |

### Nhân sự và trang phục thi đấu
| Đội bóng           | Huấn luyện viên     | Đội trưởng        | Nhà tài trợ áo đấu       | Nhà tài trợ trang phục |
| ------------------ | ------------------- | ----------------- | ------------------------ | ---------------------- |
| Bengaluru FC       | Ashley Westwood     | Sunil Chhetri     | JSW                      | không có               |
| Churchill Brothers | Mariano Dias        | Lenny Rodrigues   | Churchill                | không có               |
| Dempo              | Arthur Papas        | Clifford Miranda  | Dempo                    | Nike                   |
| East Bengal        | Armando Colaco      | Mehtab Hussain    | Kingfisher and SRMB TMT1 | Shiv-Naresh            |
| Mohammedan         | Sanjoy Sen          | R Dhanarajan      | EMTA Group2              | không có               |
| Mohun Bagan        | Karim Bencherifa    | Odafe Okolie      | McDowell's No.1          | Fila                   |
| Mumbai             | Khalid Jamil        | Zohib Amiri       | TEN HD                   | Seven                  |
| Pune               | Mike Snoei          | Anas Edathodika   | Peninsula                | Adidas                 |
| Rangdajied United  | Herring Shangpliang | Poibang Pohshna   | không có                 | Diadora                |
| Salgaocar          | Derrick Pereira     | Francis Fernandes | Salgaocar                | không có               |
| Shillong Lajong    | Thangboi Singto     | Minchol Son       | Aircel                   | Adidas                 |
| Sporting Goa       | Óscar Bruzón        | Matthew Gonsalves | Models                   | không có               |
| United SC          | Ananta Kumar Ghosh  | Deepak Mondal     | T.H.P.L.                 | không có               |

1. ^ On the back of shirt.
2. ^ On the sleeves.

### Thay đổi huấn luyện viên
| Đội bóng          | Huấn luyện viên đi | Hình thức đi     | Ngày trống           | Vị trí trong bảng xếp hạng | Huấn luyện viên đến | Ngày bổ nhiệm        |
| ----------------- | ------------------ | ---------------- | -------------------- | -------------------------- | ------------------- | -------------------- |
| Bengaluru FC      | Đội bóng mở rộng   | Đội bóng mở rộng | Đội bóng mở rộng     | Trước mùa giải             | Ashley Westwood     | 2 tháng 7 năm 2013   |
| Dempo             | Armando Colaco     | Hết hợp đồng     | 31 tháng 5 năm 2013  | Trước mùa giải             | Arthur Papas        | 1 tháng 6 năm 2013   |
| East Bengal       | Trevor Morgan      | Mutual Agreement | 12 tháng 5 năm 2013  | Trước mùa giải             | Marcos Falopa       | 12 tháng 6 năm 2013  |
| Mohammedan        | Sanjoy Sen         | Từ chức          | 10 tháng 5 năm 2013  | Trước mùa giải             | Abdul Aziz Moshood  | 10 tháng 6 năm 2013  |
| Pune              | Derrick Pereira    | Hết hợp đồng     | 12 tháng 5 năm 2013  | Trước mùa giải             | Mike Snoei          | 12 tháng 5 năm 2013  |
| Rangdajied United | Không có1          | Không có1        | Không có1            | Trước mùa giải             | Santosh Kashyap     | 6 tháng 6 năm 2013   |
| Salgaocar         | Dave Booth         | Hết hợp đồng     | 12 tháng 5 năm 2013  | Trước mùa giải             | Derrick Pereira     | 12 tháng 5 năm 2013  |
| East Bengal       | Marcos Falopa      | Từ chức          | 13 tháng 11 năm 2013 | thứ 10 (5 games in)        | Armando Colaco      | 20 tháng 11 năm 2013 |
| Mohammedan        | Abdul Aziz Moshood | Sa thải          | 17 tháng 12 năm 2013 | thứ 11 (13 trận)           | Sanjoy Sen          | 17 tháng 12 năm 2013 |
| United SC         | Eelco Schattorie   | Từ chức          | 27 tháng 1 năm 2014  | thứ 9 (15 games in)        | Ananta Kumar Ghosh  | 15 tháng 2 năm 2014  |
| Rangdajied United | Santosh Kashyap    | Sa thải          | 21 tháng 2 năm 2014  | thứ 13                     | Herring Shangpliang | 1 tháng 3 năm 2014   |

1. ^  Rangdajied United, tại I-League 2nd Division 2013, dưới sự kiểm soát của Tổng Thư ký, Karsing Kurbah.

### Cầu thủ nước ngoài
Số cầu thủ nước ngoài giới hạn tối đa 4 cầu thủ mỗi đội, trong đó có một cầu thủ ở quốc gia thuộc AFC. Một đội có thể dùng 4 cầu thủ nước ngoài trên sân nhưng phải có một cầu thủ ở quốc gia thuộc AFC.
| Câu lạc bộ         | Cầu thủ 1         | Cầu thủ 2           | Cầu thủ 3        | Cầu thủ AFC       | Former Players1                                                                        |
| ------------------ | ----------------- | ------------------- | ---------------- | ----------------- | -------------------------------------------------------------------------------------- |
| Bengaluru FC       | John Johnson      | Curtis Osano        | Johnny Menyongar | Sean Rooney       |                                                                                        |
| Churchill Brothers | Cristian Lagos    | Abdelhamid Shabana  | Anthony Wolfe    | Daniell Zeleny    | Henri Antchouet Amoreirinha Hugo Machado Ahmad Al Kaddour Naser Al Sebai Yasser Shahen |
| Dempo              | Simon Colosimo    | Tolgay Ozbey        | Beto             | Zohib Islam Amiri | Billy Mehmet Shinnosuke Honda                                                          |
| East Bengal        | Chidi Edeh        | Uga Okpara          | James Moga       | Ryuji Sueoka      |                                                                                        |
| Mohammedan         | Josimar           | Luciano Sabrosa     | Penn Orji        | Taro Hasegawa     | Tolgay Ozbey                                                                           |
| Mohun Bagan        | Echezona Anyichie | Christopher Chizoba | Odafe Okolie     | Katsumi Yusa      | Harrison Muranda                                                                       |
| Mumbai             | Yusif Yakubu      | Henry Ezeh          | Ebi Sukore       | Ahmad Hatifi      | Sandjar Ahmadi Zohib Islam Amiri                                                       |
| Pune               | Calum Angus       | Pierre Douhou       | Riga Mustapha    | Mirjan Pavlović   | James Meyer Raul Fabiani                                                               |
| Rangdajied United  | Ranti Martins     | Kim Song-Yong       | Lamine Tamba     | Yohei Iwasaki     | Edmar Figueira                                                                         |
| Salgaocar          | Dudu Omagbemi     | Chika Wali          | Darryl Duffy     | Matthew Foschini  | Claude Gnakpa                                                                          |
| Shillong Lajong    | Uilliams          | Taisuke Matsugae    | Cornell Glen     | Minchol Son       |                                                                                        |
| Sporting Goa       | Martins Ekwueme   | Ogba Kalu Nnanna    | Gonzalo Hinojal  | Boima Karpeh      | Arturo Navarro                                                                         |
| United SC          | Eric Brown        | Waheed Adekunle     | Bello Razaq      | Hasan Al Moustafa | Ranti Martins                                                                          |

- ^1  Cầu thủ nước ngoài rời khỏi câu lạc bộ sau nửa đầu mùa giải.

## Bảng xếp hạng
Bản mẫu:Bảng xếp hạng I-League 2013–14

## Kết quả
| Nhà \ Khách[1]     | BFC | CB  | DEM | EB  | MSC | MB  | MUM | PFC | RUFC | SFC | SLFC | SCG | USC |
| Bengaluru FC       |     | 3–0 | 3–1 | 0–2 | 2–1 | 1–1 | 1–1 | 1–1 | 3–0  | 2–1 | 2–1  | 0–0 | 1–0 |
| Churchill Brothers | 1–3 |     | 1–4 | 1–0 | 3–1 | 0–0 | 0–2 | 3–2 | 1–0  | 0–1 | 0–1  | 3–2 | 0–2 |
| Dempo              | 2–4 | 1–0 |     | 1–0 | 1–0 | 0–0 | 1–1 | 1–1 | 2–0  | 0–2 | 0–3  | 4–0 | 1–2 |
| East Bengal        | 2–0 | 0–0 | 1–3 |     | 2–1 | 1–1 | 2–2 | 3–1 | 3–1  | 2–3 | 0–0  | 2–1 | 1–1 |
| Mohammedan         | 2–3 | 0–0 | 0–0 | 1–3 |     | 0–0 | 1–0 | 1–3 | 2–1  | 0–1 | 4–5  | 3–1 | 0–0 |
| Mohun Bagan        | 0–2 | 2–2 | 0–1 | 0–1 | 0–0 |     | 1–1 | 3–1 | 0–2  | 2–1 | 2–1  | 1–2 | 4–0 |
| Mumbai             | 2–2 | 4–2 | 1–1 | 3–2 | 1–2 | 0–1 |     | 0–0 | 1–1  | 1–3 | 2–3  | 1–1 | 1–1 |
| Pune               | 1–0 | 1–0 | 0–3 | 1–2 | 2–0 | 2–0 | 1–2 |     | 1–0  | 1–2 | 2–2  | 1–1 | 1–1 |
| Rangdajied United  | 3–2 | 1–1 | 2–2 | 1–2 | 0–3 | 3–1 | 1–1 | 3–2 |      | 2–2 | 0–0  | 1–2 | 4–0 |
| Salgaocar          | 1–2 | 1–2 | 1–1 | 0–0 | 3–0 | 1–0 | 2–0 | 1–1 | 1–2  |     | 3–1  | 0–1 | 0–0 |
| Shillong Lajong    | 3–0 | 2–2 | 2–1 | 0–4 | 2–1 | 1–1 | 1–2 | 0–0 | 1–1  | 2–1 |      | 0–1 | 1–1 |
| Sporting Goa       | 1–2 | 1–1 | 1–0 | 1–1 | 1–3 | 1–3 | 1–1 | 2–0 | 3–0  | 3–3 | 5–1  |     | 1–0 |
| United SC          | 1–3 | 3–2 | 0–0 | 0–3 | 1–1 | 0–0 | 1–1 | 1–2 | 2–0  | 0–2 | 2–2  | 3–1 |     |

Nguồn: Results
1 ^ Đội chủ nhà được liệt kê ở cột bên tay trái.
Màu sắc: Xanh = Chủ nhà thắng; Vàng = Hòa; Đỏ = Đội khách thắng.

## Thống kê mùa giải
Tính đến 28 tháng 4 năm 2014
| Thứ hạng | Cầu thủ       | Đội bóng           | Bàn thắng |
| -------- | ------------- | ------------------ | --------- |
| 1        | Sunil Chhetri | Bengaluru FC       | 14        |
| 1        | Darryl Duffy  | Salgaocar          | 14        |
| 1        | Cornell Glen  | Shillong Lajong    | 14        |
| 4        | Josimar       | Mohammedan         | 13        |
| 5        | Ranti Martins | Rangdajied United  | 12        |
| 6        | Boima Karpeh  | Sporting Goa       | 11        |
| 7        | Eric Brown    | United SC          | 10        |
| 7        | Sean Rooney   | Bengaluru FC       | 10        |
| 7        | Balwant Singh | Churchill Brothers | 10        |

| Thứ hạng | Cầu thủ          | Đội bóng           | Bàn thắng |
| -------- | ---------------- | ------------------ | --------- |
| 1        | Sunil Chhetri    | Bengaluru FC       | 14        |
| 2        | Balwant Singh    | Churchill Brothers | 10        |
| 3        | Gilbert Oliveira | Salgaocar          | 6         |
| 4        | Boithang Haokip  | Shillong Lajong    | 5         |
| 4        | T Lalnunpuia     | Rangdajied United  | 5         |
| 4        | Jeje Lalpekhlua  | Dempo              | 5         |
| 4        | Robin Singh      | Bengaluru FC       | 5         |

### Hat-trick
| Cầu thủ        | Câu lạc bộ      | Đối thủ            | Kết quả | Ngày                 |
| -------------- | --------------- | ------------------ | ------- | -------------------- |
| Kalu Ogba      | Sporting Goa    | Shillong Lajong    | 5—1     | 14 tháng 12 năm 2013 |
| Tolgay Özbey 4 | Dempo           | Churchill Brothers | 4—1     | 28 tháng 3 năm 2014  |
| Yusif Yakubu   | Mumbai          | Churchill Brothers | 4—2     | 13 tháng 4 năm 2014  |
| Cornell Glen   | Shillong Lajong | Mohammedan         | 5—4     | 16 tháng 4 năm 2014  |

4 Cầu thủ ghi 4 bàn

### Kỉ luật
- Cầu thủ nhiều thẻ đỏ nhất (2)
  - Echezona Anyichie (Mohun Bagan)
  - Amrinder Singh (Pune)
- Cầu thủ nhiều thẻ vàng nhất (7)
  - Eric Brown (United SC)
  - Yohei Iwasaki (Rangdajied United)
  - Luciano Sabrosa (Mohammedan)
  - Lamine Tamba (Rangdajied United)
- Kỉ luật thấp nhất (2 thẻ đỏ & 5 thẻ vàng)
  - Echezona Anyichie (Mohun Bagan)

### Fair play
Giải Fair Play được đánh giá bằng mẫu đánh giá FIFA Fair Play. Salgaocar led the Fair Play rankings at the end of the season.
| Thứ hạng | Đội bóng           | Số trận | Tổng số điểm |
| -------- | ------------------ | ------- | ------------ |
| 1        | Salgaocar          | 24      | 1904.643     |
| 2        | United SC          | 24      | 1850.357     |
| 3        | Rangdajied United  | 24      | 1841.429     |
| 4        | Mumbai             | 24      | 1839.286     |
| 5        | Dempo              | 24      | 1824.286     |
| 6        | Bengaluru FC       | 24      | 1816.571     |
| 7        | East Bengal        | 24      | 1813.514     |
| 8        | Shillong Lajong    | 24      | 1797.143     |
| 9        | Mohun Bagan        | 24      | 1788.214     |
| 10       | Pune               | 24      | 1760.357     |
| 11       | Mohammedan         | 24      | 1744.286     |
| 12       | Sporting Goa       | 24      | 1719.286     |
| 13       | Churchill Brothers | 24      | 1672.071     |

### Khán giả trung bình
Khán giả trung bình ở các câu lạc bộ khác nhau như sau:
| Thứ hạng | Đội bóng           | Khán giả trung bình |
| -------- | ------------------ | ------------------- |
| 1        | Mohun Bagan        | 17,068              |
| 2        | Shillong Lajong    | 11.308              |
| 3        | East Bengal        | 8.667               |
| 4        | Rangdajied United  | 7.687               |
| 5        | Mohammedan         | 7,083               |
| 6        | Bengaluru FC       | 7,038               |
| 7        | Pune               | 2.586               |
| 8        | Dempo              | 2.542               |
| 9        | Churchill Brothers | 2.450               |
| 10       | Salgaocar          | 2.421               |
| 11       | United SC          | 2.250               |
| 12       | Sporting Goa       | 1.608               |
| 13       | Mumbai             | 321                 |
|          | League Average     | 5618                |

## Giải thưởng

### Giải thưởng AIFF
Liên đoàn bóng đá Ấn Độ trao thưởng các giải sau cho I-League, được bầu chọn bởi đội trưởng và các huấn luyện viên của các đội bóng.
- Cầu thủ xuất sắc nhất I-League: Sunil Chhetri (Bengaluru FC)
- Thủ môn xuất sắc nhất I-League: Karanjit Singh (Salgaocar)
- Hậu vệ xuất sắc nhất I-League: John Johnson (Bengaluru FC)
- Tiền vệ xuất sắc nhất I-League: Douhou Pierre (Pune)
- Tiền đạo xuất sắc nhất I-League: Sunil Chhetri (Bengaluru FC)
- Trọng tài xuất sắc nhất of I-League: Pratap Singh
- Trợ lý trọng tài xuất sắc nhất I-League: Sapan Kennedy

### Giải thưởng FPAI
Hiệp hội cầu thủ bóng đá Ấn Độ trao các giải thưởng sau 
- Cầu thủ Ấn Độ xuất sắc nhất năm:  Balwant Singh
- Huấn luyện viên xuất sắc nhất mùa giải:  Ashley Westwood
- Cầu thủ trẻ xuất sắc nhất mùa giải:  Alwyn George
- Cầu thủ nước ngoài xuất sắc nhất mùa giải:  Daryl Duffy
- Cầu thủ xuất sắc nhất mùa giải theo người hâm mộ:  Boithang Haokip

## Số đội bóng mỗi bang
| State       | No. of teams | Đội bóngs          | City          |
| ----------- | ------------ | ------------------ | ------------- |
| Tây Bengal  | 4            | East Bengal        | Kolkata       |
| Tây Bengal  | 4            | Mohammedan         | Kolkata       |
| Tây Bengal  | 4            | Mohun Bagan        | Kolkata       |
| Tây Bengal  | 4            | United SC          | Kolkata       |
| Goa         | 4            | Dempo              | Panaji        |
| Goa         | 4            | Sporting Goa       | Panaji        |
| Goa         | 4            | Churchill Brothers | Salcette      |
| Goa         | 4            | Salgaocar          | Vasco da Gama |
| Meghalaya   | 2            | Rangdajied United  | Shillong      |
| Meghalaya   | 2            | Shillong Lajong    | Shillong      |
| Maharashtra | 2            | Mumbai             | Mumbai        |
| Maharashtra | 2            | Pune               | Pune          |
| Karnataka   | 1            | Bengaluru FC       | Bangalore     |